# باب هاوک
باب هاوک (انگلیسی: Bob Hawke؛ زادهٔ ۹ دسامبر ۱۹۲۹ – درگذشته ۱۶ مه ۲۰۱۹) یک سیاست‌مدار اهل استرالیا بود. وی از ۱۱ مارس ۱۹۸۳ تا ۲۰ دسامبر ۱۹۹۱ به عنوان نخست‌وزیر استرالیا فعالیت می‌کرد. باب هاوک در ۱۶ مه ۲۰۱۹، در ۸۹ سالگی درگذشت.